# María Cristina Gajardo
 María Cristina Gajardo Harboe  (Valparaíso, 15 de abril de 1963) es una abogada, profesora y jueza chilena, integrante de la Corte Suprema de Chile.

## Primeros años de vida
Realizó sus estudios superiores en la Facultad de Derecho en la Universidad de Chile licenciándose en 1986 con la tesis "La ley de accidentes del trabajo y enfermedades profesionales ante la jurisprudencia administrativa" dirigida por la profesora María Loreto Fierro Félix. Recibió el título de abogada el 2 de mayo de 1988.
En el 2005 obtuvo una maestría en Planificación y Dirección Tributaria de la Universidad Adolfo Ibáñez y en el 2020 aprobó por unanimidad el Doctorado en Derecho de las Universidades de Chile y Sevilla. 

## Vida pública
Desde el año 1997 se desempeña como profesora del Departamento del Derecho del Trabajo y la Seguridad Social de la Facultad de Derecho de la Universidad de Chile, donde también ejerce como profesora del programa de Doctorado en esa misma casa de estudios.
En el campo privado se ha desempeñado en los estudios Larraín y Asociados -directora del área laboral- (2007 a 2012), como abogada de la Asociación Chilena de la Seguridad (2001 a 2007) y parte del Consejo Directivo del Observatorio Judicial.
Entre los años 2012 y 2014 se desempeñó como abogada integrante de la Corte de Apelaciones de Santiago. Posteriormente, los presidentes Michelle Bachelet y Sebastián Piñera la designaron como abogada integrante de la Corte Suprema de Justicia.
El 14 de diciembre de 2021, el presidente Piñera propuso al Senado de Chile aprobar su designación para la llenar la vacante del del máximo tribunal chileno, dejada por la jubilación de la ministra María Eugenia Sandoval. En sesión del pleno de 11 de enero de 2021, la Cámara Alta aprobó su designación por 29 votos a favor, 3 en contra y 1 abstención. Luego, el 21 de enero de ese mismo año, junto con el ministro Diego Simpértigue, prestaron el juramento de rigor y se incorporaron en ese acto a la Corte.